# Забарышский
Забарышский — посёлок в Вешкаймском районе Ульяновской области России. Входит в состав Чуфаровского городского поселения.

## География
Посёлок находится в северо-западной части Ульяновской области, в лесостепной зоне, в пределах Приволжской возвышенности, к западу от реки Барыш, на расстоянии примерно 10 километров (по прямой) к востоку от Вешкаймы, административного центра района. Абсолютная высота — 134 метра над уровнем моря.
Климат
Климат характеризуется как умеренно континентальный, с тёплым летом и умеренно холодной зимой. Средняя температура воздуха самого тёплого месяца (июля) — 20,4 °C (абсолютный максимум — 38 °C); самого холодного (января) — −14 °C (абсолютный минимум — −48 °C). Среднегодовое количество атмосферных осадков составляет 395—521 мм. Снежный покров образуется в конце ноября и держится в течение 128 дней.
Часовой пояс
Посёлок Забарышский, как и вся Ульяновская область, находится в часовой зоне МСК+1. Смещение применяемого времени относительно UTC составляет +4:00.

## Население
| 2010 |
| ---- |
| 23   |

Национальный состав
Согласно результатам переписи 2002 года, в национальной структуре населения русские составляли 82 % из 45 чел.